# Nikoloz Czcheidze
Nikoloz Czcheidze (ნიკოლოზ ჩხეიძე; ur. 1864 we wsi Puti w guberni kutaiskiej, zm. 13 czerwca 1926 w Leuville-sur-Orge k. Paryża) — gruziński socjaldemokrata, działacz mienszewicki.

## Życiorys
Od 1898 w Socjaldemokratycznej Partii Robotniczej Rosji (SDPRR), od 1903 w jej frakcji mienszewickiej. Uczestnik rewolucji 1905–1907. W latach 1907–1917 deputowany do Dumy Państwowej (od 1912 przywódca frakcji mienszewickiej).
Po rewolucji lutowej i obaleniu caratu przewodniczący Piotrogrodzkiej Rady Delegatów Robotniczych i Żołnierskich a od lipca 1917 także Wszechrosyjskiego Centralnego Komitetu Wykonawczego. Po przewrocie bolszewickim i rozpędzeniu przez bolszewików w styczniu 1918 Konstytuanty wrócił do Gruzji.
Został przewodniczącym Sejmu Zakaukaskiego a następnie Zgromadzenia Ustawodawczego Gruzji. Po bolszewickiej agresji na Gruzję w marcu roku 1921 wyemigrował do Francji wraz z rządem Demokratycznej Republiki Gruzji.
Ciężko chory na gruźlicę popełnił samobójstwo.

## Zobacz też

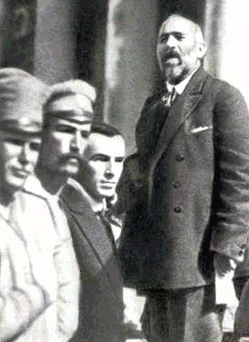
Czcheidze przemawiający w Piotrogrodzie 1917